# Stazione di Nozzano
La stazione di Nozzano è una fermata ferroviaria sulla linea Viareggio-Lucca, situata nella frazione di Nozzano, comune di Lucca.
La stazione è gestita da Rete Ferroviaria Italiana e tutti i treni sono operati da Trenitalia.

## Storia
La fermata di Nozzano venne attivata il 21 dicembre 1890, in concomitanza con l’apertura della ferrovia Lucca–Viareggio. In origine configurata come stazione, l’impianto fu declassato a fermata impresenziata il 1º dicembre 1993.
Nel 2012, in seguito al ridotto traffico viaggiatori registrato, la Regione Toscana incluse Nozzano tra le fermate da sopprimere con la delibera n. 859/2012, con effetto dal 9 dicembre dello stesso anno, in concomitanza con l’entrata in vigore dell’orario invernale. Tuttavia, a seguito delle proteste di pendolari e amministrazioni locali, il provvedimento fu sospeso, consentendo il mantenimento del servizio ferroviario presso la fermata.

## Strutture e impianti
La fermata di Nozzano dispone di un binario di transito attivo per il passaggio dei treni. È presente anche un secondo binario di incrocio, ormai scollegato dalla rete e ricoperto dalla banchina. La fermata non è dotata di un fabbricato viaggiatori attivo né di biglietterie automatiche.

## Servizi
La stazione offre servizi minimi ai viaggiatori. Sono presenti:
- Pensiline per l'attesa
- Panchine e segnaletica informativa
- Illuminazione delle banchine
- Tabelloni orari cartacei

La stazione non dispone di sala d'attesa, servizi igienici né assistenza al cliente.

## Movimento
La stazione di Nozzano registra un traffico contenuto, con picchi nelle ore di punta legati ai pendolari. L’utenza è principalmente composta dai residenti della frazione di Nozzano e delle aree limitrofe.
Vi fermano tutti i treni regionali Trenitalia della linea Lucca–Viareggio, svolti nell’ambito del contratto di servizio con la Regione Toscana.
Secondo stime aggiornate al 2023, la frequentazione giornaliera si attesta intorno a 400 passeggeri, pari a circa 146.000 unità annue.